# West Park (Merseyside)
West Park – dzielnica miasta St Helens w Anglii, w Merseyside, w dystrykcie metropolitalnym St. Helens. W 2011 roku dzielnica liczyła 11 392 mieszkańców.